# Arcoparrella
Arcoparrella es un género de foraminífero bentónico considerado un sinónimo posterior de Polystomammina de la subfamilia Polystomammininae, de la familia Trochamminidae, de la superfamilia Trochamminoidea, del suborden Trochamminina, y del orden Trochamminida. Su especie tipo era Arcoparrella planulata. Su rango cronoestratigráfico abarcaba el Holoceno.

## Discusión
Clasificaciones previas incluían Arcoparrella en el suborden Textulariina del orden Textulariida. Otras clasificaciones lo han incluido en el orden Lituolida.

## Clasificación
Arcoparrella incluye a las siguientes especies:
- Arcoparrella fragilis
- Arcoparrella nitida
- Arcoparrella planulata